# 10 Years (Band)
10 Years ist eine US-amerikanische Rockband aus Knoxville, Tennessee. Der Musikstil der Band lässt sich dem Alternative Metal beziehungsweise Post-Grunge zurechnen und weist Einflüsse aus Alternative Rock und Hard Rock auf.

## Geschichte
10 Years wurde 2000 von Sänger Mike Underdown, Schlagzeuger Brian Vodinh, Bassist Lewis Cosby und den Gitarristen Ryan „Tater“ Johnson und Matt Wantland gegründet. 2001 verließ Bassist Lewis „Big Lew“ Cosby die Band und wurde durch Andy Parks ersetzt.
Noch im selben Jahr nahmen sie ihr Album Into the Half Moon auf, bevor sie den Sänger Jesse Hasek von einer anderen lokalen Band einstellten. 2002 entschied sich Parks, die Band zu verlassen, und Lewis „Big Lew“ Cosby kehrte zurück. Nachdem ihre Besetzung komplett war, veröffentlichten sie 2004 ihr Album Killing All That Holds You. Die Songs Wasteland und Through the Iris wurden im Radio gespielt. 2005 unterschrieben sie bei Republic/Universal und veröffentlichten ihr Major Label Debüt The Autumn Effect am 16. August 2005.
Zu der Veröffentlichung des Albums The Autumn Effect 2005 entstanden zwei Videos des Titels Wasteland.
Das erste ist ein normales Musikvideo im düsteren Stil, das andere entstand in Kooperation mit Amnesty International
und soll auf die negativen Umstände in Afrika und der Welt hinweisen.

## Diskografie

### Studioalben
| Jahr | Titel                      | Höchstplatzierung, Gesamtwochen, AuszeichnungChartsChartplatzierungen (Jahr, Titel, Platzierungen, Wochen, Auszeichnungen, Anmerkungen) | Anmerkungen                              |
| Jahr | Titel                      | US | Anmerkungen                              |
| ---- | -------------------------- | --- | ---------------------------------------- |
| 2001 | Into the Half Moon         | — | Erstveröffentlichung: 13. August 2001    |
| 2004 | Killing All That Holds You | — | Erstveröffentlichung: 22. März 2004      |
| 2005 | The Autumn Effect          | US72 Gold · (29 Wo.)US | Erstveröffentlichung: 16. August 2005    |
| 2008 | Division                   | US12 (10 Wo.)US | Erstveröffentlichung: 13. Mai 2008       |
| 2010 | Feeding the Wolves         | US17 (4 Wo.)US | Erstveröffentlichung: 31. August 2010    |
| 2012 | Minus the Machine          | US26 (2 Wo.)US | Erstveröffentlichung: 7. August 2012     |
| 2015 | From Birth to Burial       | US66 (1 Wo.)US | Erstveröffentlichung: 21. April 2015     |
| 2017 | (How to Live) As Ghosts    | US92 (1 Wo.)US | Erstveröffentlichung: 27. Oktober 2017   |
| 2020 | Violent Allies             | — | Erstveröffentlichung: 18. September 2020 |

Weitere Veröffentlichungen
- 2006: Acoustic EP
- 2013: Live & Unplugged at the Tennessee Theater
- 2022: Deconstructed (Alternate Take)

### Singles
| Jahr | Titel Album                 | Höchstplatzierung, Gesamtwochen, AuszeichnungChartsChartplatzierungen (Jahr, Titel, Album, Platzierungen, Wochen, Auszeichnungen, Anmerkungen) | Anmerkungen                        |
| Jahr | Titel Album                 | US | Anmerkungen                        |
| ---- | --------------------------- | --- | ---------------------------------- |
| 2005 | Wasteland The Autumn Effect | US94 Gold · (2 Wo.)US | Erstveröffentlichung: 7. Juni 2005 |